# Euphthiracarus breviculus
Euphthiracarus breviculus är en kvalsterart som beskrevs av Wojciech Niedbała 2004. Euphthiracarus breviculus ingår i släktet Euphthiracarus och familjen Euphthiracaridae. Inga underarter finns listade i Catalogue of Life.